# 2MASS J08004815+4658256
2MASS J08004815+4658256 ist ein Brauner Zwerg im Sternbild Luchs. Er wurde 2002 von Suzanne L. Hawley et al. entdeckt. Er gehört der Spektralklasse L2 an.